# Jeppe Kaas
Jeppe Kaas (ur. 23 listopada 1966 w Danii) – duński aktor, dyrygent i kompozytor muzyki filmowej. Jego matka, Ulla Kaas Larsen (z domu Ulla Steen), była położną, a ojciec, Preben Kaas, był aktorem znanym z występu w filmie Gang Olsena w potrzasku. Jego przyrodni brat Nikolaj Lie Kaas jest aktorem. W latach 1988–1992 studiował grę na trąbce w Rhythmic Music Conservatory (Rytmisk Musikkonservatorium) w Kopenhadze. Od tego czasu między innymi komponuje muzykę filmową. 

## Filmografia

### obsada aktorska

#### Filmy
- En afgrund af frihed (1989)
- Den store badedag (1991)
- Kun en pige (1995)
- Den blå munk (1998)
- Min søsters børn (2001)
- Zieloni rzeźnicy (De grønne slagtere, 2003)
- Kinamand (2005)
- Fluerne på væggen (2005)
- Dirch (2011)

#### Seriale TV
- Alle elsker Debbie (1987)
- TAXA (1999) – odc. 39
- Morten Korch - Ved stillebækken (1999)
- Krøniken (2003-04) – sezon 11

### Kompozytor filmowy

#### Filmy fabularne
- Kærlighed ved første hik (1999)
- Migające światła (Blinkende lygter, 2000)
- Anja & Viktor (2001)
- Grev Axel (2001)
- Små ulykker (2002)
- Zieloni rzeźnicy (De grønne slagtere, 2003)
- Forbrydelser (2004)
- Król Słońca (Solkongen, 2005)
- Jabłka Adama (Adams æbler, 2006)
- Sprængfarlig bombe (2006)
- Rene hjerter (2007)
- Kandidaten (2008)
- Parterapi (2010)

#### Filmy familijne
- Min søsters børn i sneen (2002)
- Min søsters børn i Ægypten (2004)
- Far til fire gi'r aldrig o] (2005)
- Tempelriddernes skat (2006)
- Far til fire - i stor stil (2006)
- Tempelriddernes skat II (2007)
- Karlas kabale (2007)
- Tempelriddernes skat III (2008)
- Far til fire - på hjemmebane (2008)
- Karla i Katrina (Karla og Katrine, 2009)
- Klątwa czarownicy wikingów (Vølvens forbandelse, 2009)
- Far til fire - på japansk (2010)
- Karla i Jonas (Karla og Jonas, 2010)
- Far til fire - tilbage til naturen (2011)
- Olsen-banden på dybt vand (2011)